# ابن پارا
ابن پارا (انگلیسی: Ibán Parra؛ زادهٔ ۱۸ اکتبر ۱۹۷۷) بازیکن فوتبال اهل اسپانیا است.
از باشگاه‌هایی که در آن بازی کرده‌است می‌توان به باشگاه فوتبال سانتا کولوما و باشگاه فوتبال تامپره یونایتد اشاره کرد.